# 斯特凡·克劳瑟
斯特凡·克劳瑟（德語：Stefan Krauße，1967年9月17日—），德国男子雪橇运动员。他曾代表德国参加1988年、1992年、1994年和1998年冬季奥林匹克运动会雪橇比赛，共获得二枚金牌、一枚银牌和一枚铜牌。